# 10978 Bärbchen
(10978) Bärbchen, denumire internațională (10978) Barbchen, este un asteroid din centura principală de asteroizi.

## Descriere
10978 Bärbchen este un asteroid din centura principală de asteroizi. A fost descoperit pe 29 septembrie 1973 la Observatorul Palomar de Cornelis Johannes van Houten, Ingrid van Houten-Groeneveld și Tom Gehrels. Asteroidul prezintă o orbită caracterizată de o semiaxă mare de 3,09 ua, o excentricitate de 0,14 și o înclinație de 15,5° în raport cu ecliptica.